# Karolina Farasiewicz
Karolina Farasiewicz (27 de septiembre de 1996) es una deportista polaca que compitió en tiro con arco, en la modalidad de arco recurvo. Ganó una medalla de oro en el Campeonato Europeo de Tiro con Arco en Sala de 2017, en la prueba de equipo.

## Palmarés internacional
| Campeonato Europeo en Sala | Campeonato Europeo en Sala | Campeonato Europeo en Sala | Campeonato Europeo en Sala |
| Año                        | Lugar                      | Medalla                    | Prueba                     |
| -------------------------- | -------------------------- | -------------------------- | -------------------------- |
| 2017                       | Vittel (Francia)           | Medalla de oro             | Equipo                     |